# Villa Chierchia
Villa Chierchia (già palazzo di Roccella) è una struttura monumentale della città di Napoli; sorge nel quartiere di Posillipo.
Venne eretta da Carlo Carafa nel 1629, sul territorio dove sorgeva il vecchio lazzaretto. La struttura, in seguito, comprata dalla nobile Maria Carolina d'Andria nel 1872, acquisì il nome di villa Carolina.
La principessa diede ordine di rimaneggiare l'intera struttura e, inoltre, ottenne dal comune di Napoli il permesso di creare giardini e fontane tutt'intorno alla villa. L'edificio, successivamente, passò a numerose altre famiglie e proprietari, cambiando ancora denominazione: villa Proto, casa Giulia, fino all'attuale nome attribuitole da Giuseppe Chierchia.
L'ultimo proprietario modificò parte della struttura: adibì le banchine e il giardino ad uso balneazione e concesse parte del suolo alla costruzione del "Circolo Nautico Giovinezza" (l'odierno "Circolo Posillipo").